# Campeonato Equatoriano de Futebol de 2017 - Série A

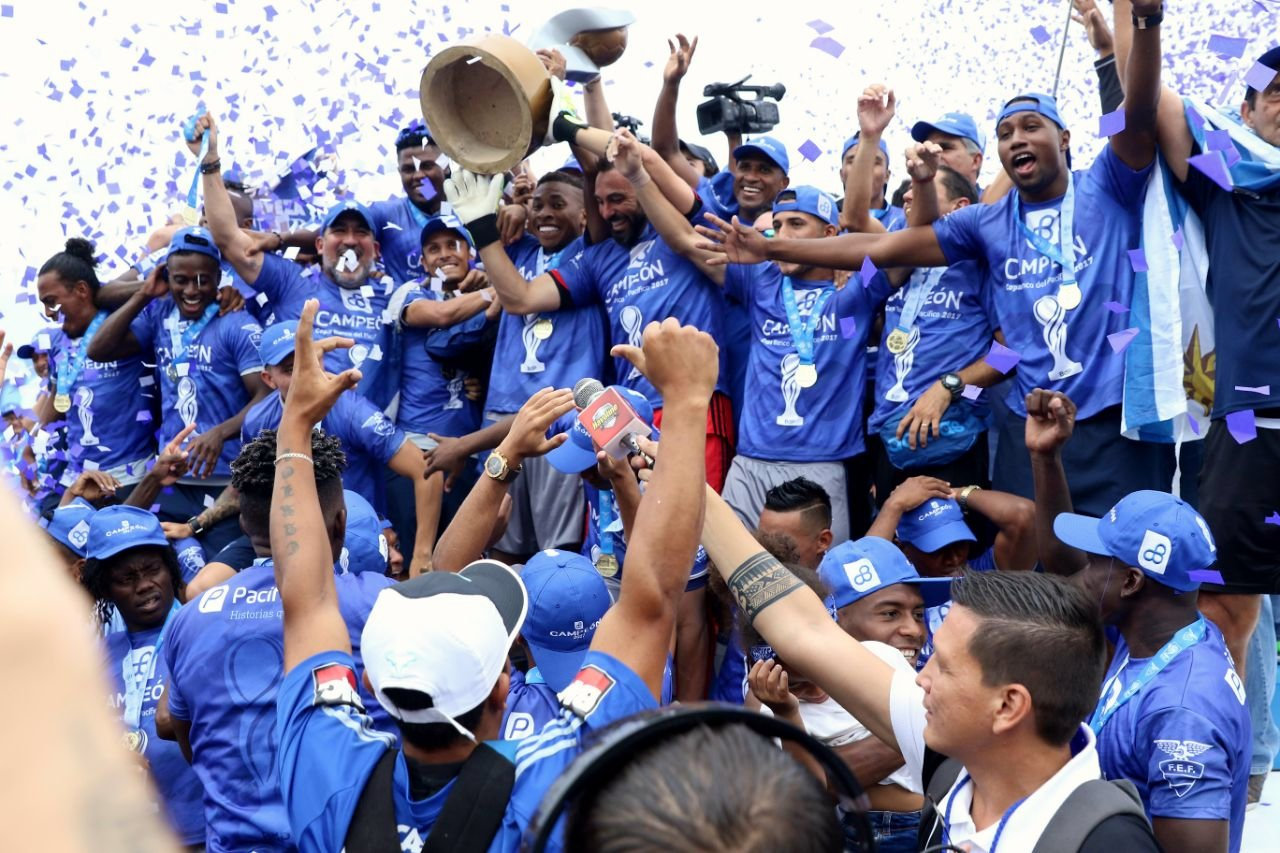
Emelec comemorando seu título de 2017

O Campeonato Equatoriano de Futebol de 2017 - Série A ou Copa Banco del Pacífico 2017 é a 59ª edição da primeira divisão do Campeonato Equatoriano. O torneio é organizado pela Federação Equatoriana de Futebol e disputado em um sistema de 3 etapas. A 1ª e a 2ª etapas são disputadas no sistema de todos contra todos, com jogos de ida e volta, totalizando 22 jogos por equipe em cada etapa, enquanto a 3ª fase consistirá na final do torneio em jogos de ida e volta disputados pelos vencedores das etapas anteriores. Caso a mesma equipe vença as duas etapas iniciais, não haverá disputa de final. Serão atribuídas 4 vagas para a Copa Libertadores da América de 2018 (duas para a fase de grupos, uma para a segunda fase classificatória e uma para a primeira fase classificatória), além de 4 vagas para a Copa Sul-Americana de 2018. Ao final do campeonato, as duas equipes com menor pontuação no agregado das duas primeiras etapas serão rebaixadas para a segunda divisão do campeonato nacional de 2018 (Serie B).

## Participantes
| Equipe                  | Cidade           | Estádio                                 | Colocação em 2016 |
| ----------------------- | ---------------- | --------------------------------------- | ----------------- |
| Barcelona               | Guayaquil        | Estádio Monumental Isidro Romero Carbo  | 1º                |
| Clan Juvenil            | Sangolquí        | Estádio Municipal Rumiñahui             | 2º (Serie B)      |
| Delfín                  | Manta Portoviejo | Estádio Jocay Estádio Reales Tamarindos | 8º                |
| Deportivo Cuenca        | Cuenca           | Estádio Alejandro Serrano Aguilar       | 9º                |
| El Nacional             | Quito            | Estádio Olímpico Atahualpa              | 6º                |
| Emelec                  | Guayaquil        | Estádio George Capwell                  | 2º                |
| Fuerza Amarilla         | Machala          | Estádio 9 de Mayo                       | 10º               |
| Independiente del Valle | Sangolquí        | Estádio Municipal Rumiñahui             | 4º                |
| LDU                     | Quito            | Estádio de Liga Deportiva Universitaria | 5º                |
| Macará                  | Ambato           | Estádio Bellavista                      | 1º (Serie B)      |
| River Ecuador           | Guayaquil        | Estádio Christian Benítez Betancourt    | 12º               |
| Universidad Católica    | Quito            | Estádio Olímpico Atahualpa              | 3º                |

## Classificação

### Primeira etapa
- Finalizada em 9 de julho de 2017[1]

| Pos | Equipes                 | Pts | J  | V  | E  | D  | GM | GS | SG  | Classificação ou rebaixamento                                               |
| --- | ----------------------- | --- | -- | -- | -- | -- | -- | -- | --- | --------------------------------------------------------------------------- |
| 1   | Delfín                  | 47  | 22 | 13 | 8  | 1  | 35 | 14 | +21 | Classificado à final do Campeonato e à Copa Libertadores da América de 2018 |
| 2   | Emelec                  | 38  | 22 | 12 | 5  | 5  | 36 | 21 | +15 |                                                                             |
| 3   | Independiente del Valle | 37  | 22 | 9  | 11 | 2  | 32 | 21 | +11 |                                                                             |
| 4   | Barcelona de Guayaquil  | 35  | 22 | 10 | 7  | 5  | 27 | 19 | +8  |                                                                             |
| 5   | Macará                  | 33  | 22 | 9  | 6  | 7  | 29 | 30 | -1  |                                                                             |
| 6   | Deportivo Cuenca        | 29  | 22 | 7  | 8  | 7  | 24 | 23 | +1  |                                                                             |
| 7   | Universidad Católica    | 28  | 22 | 7  | 7  | 8  | 33 | 26 | +7  |                                                                             |
| 8   | River Ecuador           | 26  | 22 | 6  | 8  | 8  | 20 | 25 | -5  |                                                                             |
| 9   | El Nacional             | 23  | 22 | 5  | 8  | 9  | 27 | 36 | -9  |                                                                             |
| 10  | LDU                     | 19  | 22 | 3  | 10 | 9  | 25 | 32 | -7  |                                                                             |
| 11  | Fuerza Amarilla         | 16  | 22 | 2  | 10 | 10 | 17 | 31 | -14 |                                                                             |
| 12  | Clan Juvenil            | 12  | 22 | 2  | 6  | 14 | 19 | 46 | -27 |                                                                             |

### Segunda etapa
- Finalizada em 9 de dezembro de 2017

| Pos | Equipes                 | Pts | J  | V  | E  | D  | GM | GS | SG  | Classificação ou rebaixamento                                               |
| --- | ----------------------- | --- | -- | -- | -- | -- | -- | -- | --- | --------------------------------------------------------------------------- |
| 1   | Emelec                  | 45  | 22 | 14 | 3  | 5  | 42 | 19 | 23  | Classificado à final do Campeonato e à Copa Libertadores da América de 2018 |
| 2   | El Nacional             | 41  | 22 | 12 | 5  | 5  | 46 | 26 | 20  |                                                                             |
| 3   | Macará                  | 37  | 22 | 10 | 7  | 5  | 28 | 17 | 11  |                                                                             |
| 4   | Delfín                  | 37  | 22 | 9  | 10 | 3  | 30 | 20 | 10  |                                                                             |
| 5   | LDU Quito               | 35  | 22 | 10 | 5  | 7  | 41 | 32 | 9   |                                                                             |
| 6   | Independiente del Valle | 34  | 22 | 9  | 7  | 6  | 41 | 30 | 11  |                                                                             |
| 7   | Barcelona de Guayaquil  | 32  | 22 | 8  | 8  | 6  | 26 | 20 | 6   |                                                                             |
| 8   | Deportivo Cuenca        | 32  | 22 | 9  | 5  | 6  | 27 | 26 | 1   |                                                                             |
| 9   | River Ecuador           | 19  | 22 | 4  | 7  | 11 | 15 | 31 | -16 |                                                                             |
| 10  | Universidad Católica    | 17  | 22 | 5  | 2  | 15 | 23 | 41 | -18 |                                                                             |
| 11  | Clan Juvenil            | 17  | 22 | 4  | 5  | 13 | 31 | 56 | -25 |                                                                             |
| 12  | Fuerza Amarilla         | 12  | 22 | 5  | 2  | 15 | 17 | 45 | -28 |                                                                             |

## Final
| 13 de dezembro | Delfín          | 2 – 4 | Emelec                                              |  |
| 22:00          | Luna 69', 90+3' |       | Guagua 10' · Gaibor 45' · Preciado 71' · Angulo 78' |  |

| 17 de dezembro | Emelec                    | 2 – 0 | Delfín |  |
| 15:00          | Preciado 45' · Angulo 64' |       |        |  |